# Thurnscoe
Thurnscoe är en by i unparished area Dearne, i distriktet Barnsley, i grevskapet South Yorkshire i England. Byn ligger 20,4 km från Sheffield. Orten har 9 122 invånare (2001). Thurnscoe var en civil parish fram till 1937 när blev den en del av Dearne. Civil parish hade 10 548 invånare år 1931. Byn nämndes i Domedagsboken (Domesday Book) år 1086, och kallades då Dermescop/Ternusc/Ternusch/Ternusche.